# 천비셴

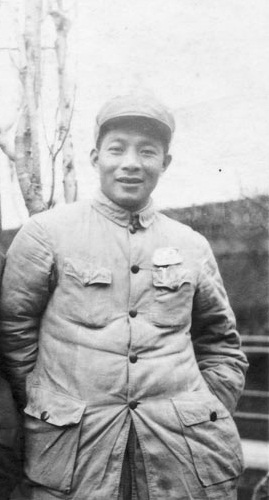

천비셴(중국어 간체자: 陈丕显, 정체자: 陳丕顯, 병음: Chén Pīxiǎn, 1916년 3월 20일 - 1995년 8월 23일)은 중화인민공화국의 정치가이다. 중국 공산당 지도자 중 한 명이었다.

## 생애
천비셴은 1916년에 푸젠성 상항 현에서 태어났다. 1931년 중국 공산당에 가입하였다.
중화인민공화국이 건국된 이후에, 1956년부터 1960년까지 천비셴은 중국 공산당 상하이시 위원회 서기를 역임했다.
1982년에는 중국공산당 중앙서기처 서기가 되었으며, 1982년부터 1985년까지 중국공산당 중앙정치법률위원회 서기를 지냈다.